# Negen Vrienden van de Schilderkunst

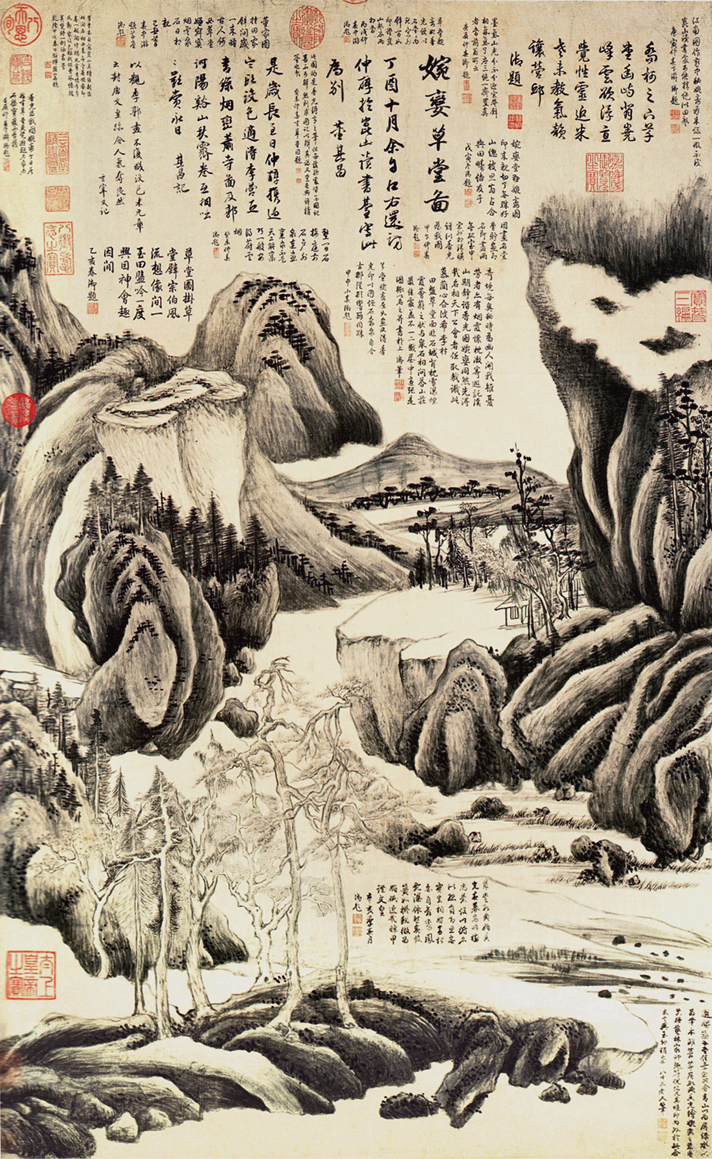
Rieten hal van Wanluan door Dong Qichang, hangende rol met gewassen inkt en kleur op papier

De Negen Vrienden van de Schilderkunst (畫中九友; pinyin: huà zhōng jiǔ yǒu) is een canon van negen belangrijke kunstschilders en literati die in de late Ming- en vroege Qing-periode in Zuid-China woonden. De centrale figuur in de groep was Dong Qichang (1555–1636), die als connaisseur en kunstcriticus een grote invloed op zijn tijdgenoten had. De overige acht meesters waren Cheng Jiasui (1565–1643), Li Liufang (1575–1629), Bian Wenyu (ca. 1576–1655), Shao Mi (ca. 1592–1642), Yang Wencong (1596–1646), Wang Shimin (1592–1680), Wang Jian (1598–1677) en Zhang Xuezeng (17e eeuw).
Alle negen waren shan shui-landschapsschilders van de expressieve Zuidelijke School. Ze deelden dezelfde esthetische idealen en zorgden voor een herwaardering van oude meesters als Dong Yuan (ca. 934–962) en Huang Gongwang (1269–1354). Ook onderstreepten ze het belang van de door Su Shi (1036–1101) geïntroduceerde 'drie perfecties', waarin dichtkunst, kalligrafie en schilderkunst op het doek harmonisch zijn samengevoegd. In een tijdperk waarin de Wu-school zijn invloed aan het verliezen was, had de benadering van de negen vrienden een grote invloed op de Chinese schilderkunst.
De invloedrijkste vertegenwoordigers van de canon waren Dong Qichang en zijn twee leerlingen, Wang Shimin en Wang Jian. De twee Wangs werden ook in twee andere canons geëerd, namelijk de 'Vier Wangs' en de 'Zes Meesters van de vroege Qing-periode'.